# Rhizoecus bituberculatus
Rhizoecus bituberculatus är en insektsart som beskrevs av Mckenzie 1960. Rhizoecus bituberculatus ingår i släktet Rhizoecus och familjen ullsköldlöss. Inga underarter finns listade i Catalogue of Life.